# Мікулін (Лодзинське воєводство)
Мікулін (пол. Mikulin) — село в Польщі, у гміні Єжув Бжезінського повіту Лодзинського воєводства.
Населення — 72 особи (2011).
У 1975—1998 роках село належало до Скерневицького воєводства.

## Демографія
Демографічна структура станом на 31 березня 2011 року:
|          | Загалом | Допрацездатний вік | Працездатний вік | Постпрацездатний вік |
| -------- | ------- | ------------------ | ---------------- | -------------------- |
| Чоловіки | 43      | 7                  | 32               | 4                    |
| Жінки    | 29      | 4                  | 15               | 10                   |
| Разом    | 72      | 11                 | 47               | 14                   |